# ليزا تومسن
ليزا تومسن (بالألمانية: Lisa Thomsen)‏ (20 أغسطس 1985 في ألمانيا - ) هي لاعبة كرة طائرة ألمانية في مركز ليبرو ‏. لعبت مع Allianz MTV Stuttgart ‏.

## وصلات خارجية
- ليزا تومسن على موقع الاتحاد الأوروبي (الإنجليزية)
- ليزا تومسن على موقع عالم الكرة الطائرة (الإنجليزية)
- ليزا تومسن على موقع اللجنة الأولمبية الألمانية (الألمانية)